# 比重量
比重量（ひじゅうりょう、英語: specific weight）は、物質の単位体積当たりにかかる重力の大きさである。
これに類似して密度や比重があるが、密度は「単位体積当たりの質量」であり、比重は「対象物質の密度を基準となる物質の密度で割った無次元量」である。
これらに対し、比重量は、重量の比ではなく、「単位体積あたりにかかる重力」を指す。そのため地球表面上における水の水温4℃での比重量は、地球表面上における重力加速度 {\displaystyle g} を乗じて、約9.8 kN/m3 になる。

## 名称について
英語名称は、specific weight または unit weight である。一般には、specific weight を比重量と和訳する。日本産業規格（JIS）では比重量を用いている。
土木工学では、unit weight を和訳した単位体積重量・単位容積重量・単位重量などが用いられる。
建築学では、密度（density）と同義とし、比重×1000（kg/m）として扱われることもある。

## 定義・単位
比重量は、物質にかかる単位体積当たりの重量で定義される。量記号にはギリシャ文字の小文字のガンマ（{\displaystyle \gamma }）などが用いられる。
ここで、ある質量 {\displaystyle m} [kg]、体積 {\displaystyle V} [m3] の物体にかかる重量（重力の大きさ）を {\displaystyle W=mg} [N] （{\displaystyle g} は重力加速度）、その物質の密度を {\displaystyle \rho ={\frac {m}{V}}}  [kg/m3] とすれば、その物質にかかる単位体積当たりの重量（比重量）{\displaystyle \gamma } は次のように導かれる。
{\displaystyle \gamma ={\frac {W}{V}}={\frac {mg}{V}}={\frac {m}{V}}\times g=\rho \times g}
すなわち、比重量は、物質の密度 {\displaystyle \rho } と 重力加速度 {\displaystyle g} の積で表される。
{\displaystyle \gamma =\rho \,g}
単位は、国際単位系（SI）では、ニュートン毎立方メートル（N/m3）である。工学単位系（重力単位系）では、重量キログラム毎立方メートル（kgf/m3）であった。英米のヤード・ポンド法（重力単位系）では、重量ポンド毎立方フィート（lbf/ft3）となる。
この定義から分かるように、比重量は重力加速度に比例するので、地表（地球表面）からの高さによって値が異なるという短所があるが、高さの差が十分に小さい範囲内でなら問題はない。このような理由のため、SI化にともなって、多くの分野で比重量は密度に置き換えられている。

## 比重量と水頭
流体力学や水理学において、水などの流体の持つ単位体積当たりのエネルギーを比重量で割った値を水頭（Hydraulic head） またはヘッドという。
一様な重力のもとでの非粘性・非圧縮流体の定常な流れにおいて、流線上での単位体積当たりの流体のエネルギーは、
{\displaystyle {\frac {1}{2}}\rho v^{2}+p+\rho gz} ＝一定　（ベルヌーイの定理）
で表されるから、これを比重量 {\displaystyle \rho g} で割ると、
{\displaystyle {\frac {v^{2}}{2g}}+{\frac {p}{\rho g}}+z} ＝一定　（ベルヌーイの定理の水頭による表現）
が得られる。
第1項を速度水頭：{\displaystyle h={\frac {v^{2}}{2g}}}　（{\displaystyle v} は流体の平均速さ）
第2項を圧力水頭：{\displaystyle h={\frac {p}{\gamma }}={\frac {p}{\rho g}}}　（{\displaystyle p} は流体の圧力）
第3項を位置水頭：{\displaystyle h=z}　（{\displaystyle z} は流体の高さ）
という。